# Мојш
Мојш (слч. Mojš) насељено је мјесто са административним статусом сеоске општине (слч. obec) у округу Жилина, у Жилинском крају, Словачка Република.

## Становништво
| Година:    | 1994. | 2004.   | 2014.     | 2024.    |
| ---------- | ----- | ------- | --------- | -------- |
| Број људи: | 490   | 450     | 924       | 1496     |
| Разлика:   |       | -8,16 % | +105,33 % | +61,90 % |

| Година:    | 2023. | 2024.   |
| ---------- | ----- | ------- |
| Број људи: | 1450  | 1496    |
| Разлика:   |       | +3,17 % |

Према подацима о броју становника из 2024. године насеље је имало 1496 становника.